# Collège maronite de Rome
Le Collège maronite fut créé à Rome en 1584 pour accueillir et donner à de futurs responsables de l’Église maronite une formation ecclésiastique dans la ligne des réformes introduites par le concile de Trente. La création de ce collège s’inscrit dans les décisions conciliaires qui interdisaient l'ordination sacerdotale aux candidats qui n'avaient pas suivi une formation ecclésiastique sérieuse. Les diocèses devaient ouvrir leur propre séminaire et à Rome des instituts supérieurs ouvraient leurs portes, ainsi le collège romain (plus tard université grégorienne), le collège germanique et pour les Églises orientales le Collège pontifical grec (en 1577) et d'autres.

## Histoire
Dès 1578, le patriarche Michel Rizzi (1567-1581) proposait d’envoyer à Rome des jeunes garçons en vue de les former dans les sciences ecclésiastiques.
Le 18 juillet 1584, Grégoire XIII signe la bulle Humana sic ferunt qui crée à Rome un collège destiné aux étudiants maronites. La bulle insiste sur la nécessité de procurer une solide formation, vu les conditions particulières du Liban, largement chrétien mais sous domination ottomane.
Le collège est confié aux jésuites. Les évêques maronites peuvent y envoyer 6 élèves chaque année. Le cycle des études comprend trois années consacrées aux humanités classiques, suivies de trois ans de philosophie et quatre ans de théologie.

## Personnalités
Furent étudiants au Collège maronite :
- Le patriarche Georges Omaira (Amira) (1633-1644), grammairien,
- Le patriarche Étienne Douaihy (1670-1704), père de l’historiographie maronite,
- Joseph-Simonius Assemani, archiviste de la bibliothèque du Vatican,
- Étienne-Évode Assemani et Joseph-Aloys Assemani,
- Gabriel Sionite, professeur à la Sapienza à Rome, puis au Collège royal à Paris et interprète du roi Louis XIII,
- Abraham Ecchellensis (de Hakel), professeur à la Sapienza à Rome puis au Collège royal et interprète du roi Louis XIII,
- Isaac Sciadrensis (de Schadrê), évêque de Tripoli, auteur d'une grammaire syriaque,
- Victor Scialac,
- Jean Hesronite,
- Pierre Ambarach (dit Pietro Benedetti), prêtre jésuite et orientaliste
- Murhij Ibn Nirun al-Bani, Faustus Nairon, professeur et interprète.
- Abraham de Georgiis, missionnaire jésuite en Éthiopie où il meurt martyr.

## Le collège de Ravenne
Un autre collège maronite fut fondé à Ravenne par Innocent X. Il fusionna avec le collège romain en 1665.